# منشط السطح الحيوي

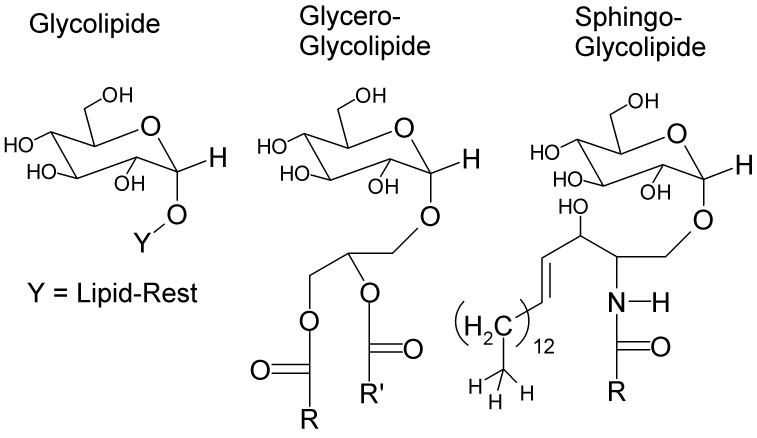

منشطات السطوح الحيوية (بالإنجليزية: Biosurfactant) عبارة عن مواد نشطة السطح والتي تم تخليقها من قِبل الخلايا الحية ولديها بعض الخصائص مثل التوتر السطحي الصغير والمستحلبات المستقرة والرغوات المحفزة وعادة ما تكون غير سامة وقابلة للتحلل الحيوي وقد زاد الاهتمام بالأسطح الميكروبية بشكل مُطرد في السنوات الأخيرة نظراً لتنوعها، طبيعتها الصديقة للبيئة، إمكانية إنتاجها على نطاق واسع، طبيعتها الانتقائية، وقدرتها على الأداء تحت الظروف القاسية وتطبيقاتها المُمكنة في مجال حماية البيئة.
تقوم منشطات السطوح الحيوية بتعزيز استحلاب الهيدروكربونات، ولديها القدرة على إذابة الملوثات الهيدروكربونية وأيضاً زيادة توافرها للتحلل الميكروبي. إن استخدام المواد الكيميائية لمعالجة موقع هيدروكربوني ملوث قد يؤدي إلى تلوث البيئة بالنواتج الثانوية، في حين أن المعالجة البيولوجية قد تُدّمر الملوثات بكفاءة حيث تصبح ذاتية التحلل. وبالتالي فإن الكائنات الحية المُتسارعة للمواقع الملوثة بالهيدروكربونات. ويمكن أيضاً أن تُستخدم هذه المركبات في زيادة معدلات استخراج النفط واستخلاصه ويمكن النظر في التطبيقات الأخرى الممكنة في مجال حماية البيئة. تشمل التطبيقات الأخرى مبيدات الأعشاب وتركيبات المبيدات الحشرية، المنظفات، الرعاية الصحية ومستحضرات التجميل، اللباب والورق، الفحم، المنسوجات، السيراميك والصناعات الغذائية، تجهيز اليورانيوم الخام وإزالة المياه «التجفيف» الميكانيكي للخث «الجفت».
تُعرف العديد من الكائنات الحية الدقيقة بقدرتها على تخليق أو تكوين عوامل نشطة السطح، ومعظمها يتمثل في البكتيريا والخمائر. وعندما تنمو هذه الكائنات الدقيقة على ركيزة الهيدروكربونات كمصدر للكربون، تقوم هذه الكائنات بتكوين مجموعه واسعة من المواد الكيميائية ذات النشاط السطحي، مثل الدهون السكرية، الدهون الفوسفاتية وغيرها. وقد تكّونت تلك المواد الكيميائية على ما يبدو لتحويل ركيزة الهيدروكربون إلى مُستحلب ممَّا يسهل انتقالها إلى داخل الخلايا. وفي بعض الأنواع البكتيرية مثل «سيدوموناس اريجنوزا» (بالإنجليزية: Pseudomonas aeruginosa) فإن منشطات السطوح الحيوية تكون متضمنة في مجموعة سلوك الحركة المسمى (الحركة المحتشدة «المزدحمة»).

## منشطات السطوح الحيوية والمياه العميقة الأفق
كان هناك استجواب لاستخدام منشطات السطوح الحيوية كوسيلة لإزالة النفط من المواقع الملوثة وتمّ انتقاده أيضاً لكونه وسيلة غير مسئولة وغير آمنة بيئياً. وقد اُستخدمت هذه العلمية بواسطة شركة بريتيش بتروليوم «بي بي BP» (بالإنجليزية: British Petroleum plc) بعد تراجع الحفر في آفاق المياه العميقة البحرية في 20 أبريل عام 2010، وذلك في التسرب النفطي في المياه العميقة الناتج، ومع ذلك، تمّ رش كميات غير مسبوقة من الكوريكسايت (بالإنجليزية: Corexit) محلول نشط سطحياً يُنتج بواسطة شركة نالكو (بالإنجليزية: Nalco) (المكون الرئيس هو بولي سوربيت 80 "Tween-80 ") في المحيطات على التسريب وعلى سطح مياه البحر، وتتمثل هذه النظرية في أن المواد ذات السطح النشط سوف تقوم بعزل جزيئات فردية من النفط مما قد يسهل على الميكروبات المُستهلكة للبترول أن تقوم بهضمه. لكن بعض العلماء يقولون أنه بدلاً من أن تقوم المواد نشطة السطح بالمساعدة تعمل فقط على تفريق وصرف النفط تحت السطح وبعيداً عن الأنظار. [ بحاجة لمصدر ] تطورت الميكروبات المُستلهكة للبترول والمتواجدة طبيعياً في قاع المحيط حيث تكيفت للعيش في مناطق تسرب النفط بشكل طبيعي من قاع المحيط.

## وصلات خارجية
- Review of a Biosurfactant
- Biosurfactant Research Facilities in University of Teesside
- Technical Biology at the University of Karlsruhe